# Spathiphyllum brevirostre
Spathiphyllum brevirostre (Liebm.) Schott – gatunek wieloletnich, wiecznie zielonych roślin zielnych z rodzaju skrzydłokwiat, z rodziny obrazkowatych, występujący w Meksyku (wschodnie Oaxaca) i Belize, zasiedlający równikowe lasy deszczowe.